# Republic First Bancorp
Republic First Bancorp, cuyo nombre comercial es Republic Bank, es un banco con sede en Filadelfia fundado en 1988. En 2008, el banco cambió su modelo de negocio de la banca comercial a la banca minorista. En 2016, el banco nombró presidente al fundador de Commerce Bank, Vernon Hill.
En julio de 2016, Republic Bank operaba con 20 sucursales en Pensilvania y Nueva Jersey.